# شوتا هاياشي
شوتا هاياشي (باليابانية: 林 祥太) (24 فبراير 1995 في كيوتو في اليابان – )؛ هو لاعب كرة قدم كان يلعب كمهاجم.

## وصلات خارجية
- شوتا هاياشي على موقع رابطة كرة القدم اليابانية للمحترفين (اليابانية)
- شوتا هاياشي على موقع قاعدة بيانات كرة القدم.إي يو (الإنجليزية)
- شوتا هاياشي على موقع Soccerway.com (الإنجليزية)
- شوتا هاياشي على موقع عالم كرة القدم.نت (الإنجليزية)